# Ivan Silaev
Ivan Stepanovici Silaev (Ива́н Степа́нович Сила́ев; n. 21 octombrie 1930, Bakhtyzino⁠(d), RSFS Rusă, URSS – d. 8 februarie 2023, Nijni Novgorod, Regiunea Nijni Novgorod, Rusia) a fost un politician rus. A ocupat funcția de Prim-ministru al Rusiei din 15 iunie 1990 până în  septembrie 1991.
A absolvit Institutul Aviatic din Kazan în 1954, cu specializarea de inginer mecanic. A lucrat la fabrica de avioane din Gorki, (Gorki este redenumit Nijni Novgorod), avansând de la nivelul de bază de unde a început munca în 1954 până în consiliul de administrație al fabricii (1971-1974). După ce s-a mutat la Moscova, el a lucrat în guvernul Uniunii Sovietice. A fost Adjunct al ministrului Industriei Aeronautice (1974-1977), Prim-adjunct al ministrului Industriei Aeronautice (1977-1980), Ministru al Industriei Construcției de Mașini Unelte și Scule (1980-1981), Ministru al Industriei Aeronautice (1981-1985), Prim-vice Prim-ministru al Uniunii Sovietice (1985-1990). După ce a fost înlocuit din funcția de Prim-ministru al Rusiei de către președintele Boris Elțân, a ocupat funcția de Reprezentant al Rusiei la Comunitatea Europeană (1991-1994).